# Danielle Drady
Danielle Drady, née le 13 octobre 1967 à Sydney, est une joueuse professionnelle de squash représentant l'Australie. Elle atteint en mars 1990 la 2e place mondiale, son meilleur classement.

## Biographie
Dès ses premières années, elle s'initie au squash en compagnie de sa mère avec qui elle joue deux fois par semaine au club local. Elle gagne le championnat des moins de douze ans du Queensland en 1978 puis le championnat du monde par équipe junior. En 1984, elle rejoint l'Australian Institute of Sport à Brisbane et poursuit un entraînement intensif.
Elle rejoint le circuit professionnel en 1987. Sa relation puis son mariage avec Rodney Martin, attire aussi l'attention à la fin des années 1980 et au début des années 1990.
Après avoir atteint la seconde place mondiale en 1990, année où elle atteint la demi-finale des championnats du monde, la place de no 1 semble à sa portée quand elle subit une rupture du tendon d'Achille à l’entraînement. La blessure nécessite une intervention chirurgicale et l'empêche de pratiquer pendant un certain temps
Dans le but d'attirer l'attention et les sponsors pour son retour de blessure et afin de promouvoir le premier tournoi de squash extérieur du monde en 1994, son agent Phil Harte (avec qui elle se marie plus tard après son divorce avec Rodney Martin) l'enveloppe dans un film plastique pour jouer ses matches à l'extérieur, au centre commercial de Sydney Martin Place En 1994. elle joue et remporte le tournoi World Outdoor Pro-Am enveloppée de plastique, et pose pour les photographes avec un panneau «For Sale» (à vendre) enfoncé dans son cou. Cela crée une grande couverture médiatique, suscite un débat sur les longueurs des matchs des joueuses et attire les fonds et les sponsors. Danielle Drady devient rapidement la joueuse de squash la plus sponsorisée de son époque grâce à la publicité.
Danielle Drady continue à jouer au squash à haut niveau vers la fin des années 1990, mais sa carrière internationale commence à décliner après son mariage avec Harte et la naissance de sa fille Tayla.

## Palmarès

### Finales
- Open de Malaisie : 1990
- Championnats du monde par équipes : 2 finales (1989, 1990)